# Чортків-Педуніверситет
«Чортків-Педуніверситет» — український аматорський футбольний клуб з міста Чорткова Тернопільської області. Утворений влітку 2016 року.

## Історія

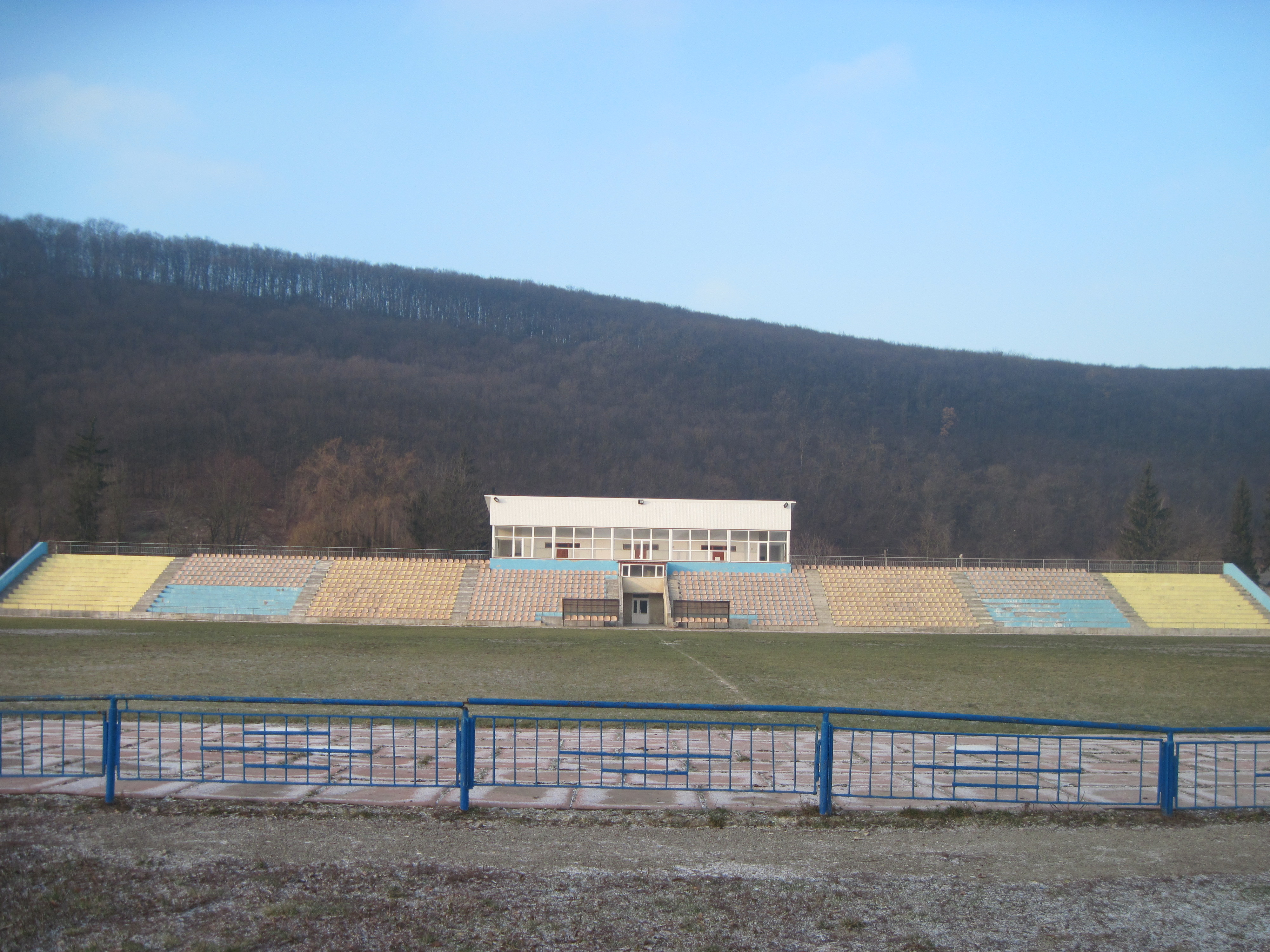
Стадіон, 2014

У сезоні 2016/17 клуб бере участь у розіграші Першості України серед аматорів.

## Склад команди
Станом на 22 серпня 2016:
| №  | Поз. | Нац.    | Гравець           |
| -- | ---- | ------- | ----------------- |
| 15 | ВР   | Україна | Іван Плекан       |
| 23 | ЗХ   | Україна | Павло Ткачук      |
| 4  | ПЗ   | Україна | Роман Гаврилюк    |
| 7  | ПЗ   | Україна | Юрій Заставецький |
| 11 | ПЗ   | Україна | Андрій Кондзьолка |
| 17 | ПЗ   | Україна | Василь Пшеничний  |
| 22 | НП   | Україна | Іван Тарабалка    |
| 24 | ЗХ   | Україна | Василь Чорний     |
| 1  |      | Україна | Андрій Вадовський |
| 2  |      | Україна | Михайло Войцещук  |
| 5  |      | Україна | Василь Голодний   |
| 6  |      | Україна | Андрій Засєдко    |
| 8  |      | Україна | Віктор Івегеш     |

| №  | Поз. | Нац.    | Гравець            |
| -- | ---- | ------- | ------------------ |
| 9  |      | Україна | Іван Когут         |
| 10 |      | Україна | Микола Когут       |
| 12 |      | Україна | Роман Левицький    |
| 13 |      | Україна | Микола Левчук      |
| 14 |      | Україна | Володимир Павлишин |
| 16 |      | Україна | Юрій Побуринний    |
| 18 |      | Україна | Максим Рижак       |
| 19 |      | Україна | Сергій Скалій      |
| 20 |      | Україна | Віктор Слободян    |
| 21 |      | Україна | Олег Сцібак        |
| 25 |      | Україна | Олександр Штибель  |

## Відомі люди
- тренер — Василь Івегеш.